# Sacamantecas
El Sacamantecas es un personaje del folclore Español. Se le suele representar como un hombre que mata principalmente mujeres y niños para extraerles las mantecas (grasa corporal), generalmente para hacer ungüentos curativos o jabones. Este personaje es caracterizado como un asustador de niños, y se utiliza como argumento para asustar a los niños y obligarlos a que regresen a casa a una hora temprana y tengan cuidado con los extraños. Es similar al Hombre del saco y al coco. Su origen se remonta al menos a la Edad Media. Durante siglos se pensó que la grasa corporal, sobre todo de personas jóvenes y sanas, tenía propiedades curativas, y que determinadas personas eran capaces de usar. De ahí surgió la leyenda del personaje, normalmente un vendedor ambulante, que asesina niños o mujeres para obtenerla. El término se popularizó de nuevo durante el siglo XIX y comienzos del siglo XX, debido a varios asesinos reales con similitudes con el personaje.

## Sacamantecas reales
Ha habido varios asesinos españoles que actuaban como sacamantecas.
- Manuel Blanco Romasanta (1809-1863), quien asesinaba y usaba la grasa corporal supuestamente para hacer jabones, y que se defendió diciendo ser un hombre-lobo.
- Juan Díaz de Garayo (1821-1881), quien violaba, asesinaba mujeres, y que apuñaló o abrió en canal a algunas.
- Francisco Leona Romero (1835-1910), que asesinó al niño de siete años Bernardo González Parra para usar su sangre y vísceras como remedio curativo.
- Enriqueta Martí Ripollés (1868-1913), prostituta y proxeneta, que utilizaba restos de los cuerpos de niños que asesinaba para hacer ungüentos.